# Anoploderomorpha carbonaria
Anoploderomorpha carbonaria är en skalbaggsart som beskrevs av Holzschuh 1993. Anoploderomorpha carbonaria ingår i släktet Anoploderomorpha och familjen långhorningar. Inga underarter finns listade i Catalogue of Life.